# Festival du nouveau cinéma de Montréal
Ne doit pas être confondu avec Festival des films du monde de Montréal.
Pour les articles homonymes, voir FNC.
 (mars 2025).
 (mars 2025).
Le Festival du nouveau cinéma de Montréal (ou FNC en version abrégée) est un festival de cinéma annuel qui se tient depuis 1971 entre fin septembre et fin octobre à Montréal (Québec), au Canada.
Le FNC remet aux gagnants de sa compétition une Louve d’or (meilleur long métrage) et un Loup argenté (meilleur court métrage). Les récipiendaires du Loup argenté sont qualifiés pour les Oscars dans la catégorie du meilleur court métrage.

## Historique
Fondé en 1971, ce festival accueille durant douze jours des cinéastes québécois, canadiens et étrangers et favorise les échanges entre le public et les professionnels[source secondaire souhaitée].
Le Festival du nouveau cinéma a fait découvrir au public[source secondaire nécessaire] des cinéastes canadiens et québécois.
Les fondateurs du Festival, Dimitri Eipidès et Claude Chamberlan, ont proposé des formules originales de diffusion de l'image en introduisant et faisant reconnaître la vidéo dans la programmation depuis 1982[source secondaire souhaitée]. Quant aux nouveaux médias, ils ont pris une place significative[source secondaire souhaitée] au sein du Festival grâce à l'appui de Daniel Langlois[source secondaire souhaitée], président du Conseil d'administration de 1997 à 2005.

### Chronologie
- 1971 : fondation du Festival international du cinéma en 16 mm de Montréal[2].
- 1980 : le Festival est renommé Festival international du nouveau cinéma de Montréal.
- 1982 : le Festival présente le court Stranger Than Paradise de Jarmusch[source secondaire souhaitée]; il en fera un long-métrage qui remportera la caméra d’or à Cannes.
- 1984 : son nom s'allonge pour inclure les arts vidéo et devient le Festival international du nouveau cinéma et de la vidéo de Montréal.
- 1991 : le Festival programme des œuvres télévisuelles innovantes[source secondaire souhaitée] : les épisodes du Prisonnier et les deux premiers épisodes de Twin Peaks par David Lynch.
- 1995 : le nom s'allonge pour être plus inclusif : Nouveau festival international, cinéma, vidéo et nouvelles technologies de Montréal.
- 1997 : à la suite de sa fusion avec le Festival international du court métrage de Montréal et à l'influence de Daniel Langlois sur son conseil d'administration[source secondaire souhaitée], l'événement devient le Festival international du nouveau cinéma et des nouveaux médias de Montréal.
- 1999 : Daniel Langlois devient le directeur du Festival et lui offre une nouvelle maison[style à revoir] : le complexe Ex-Centris. La Louve d'or est créée ; l'événement a maintenant un emblème et Claire Denis est la première à la recevoir pour Beau Travail.
- 2001 : le réalisateur allemand Wim Wenders participe aux célébrations[source secondaire souhaitée].
- 2002 : rebaptisé « Festival international du nouveau cinéma et des nouveaux médias de Montréal » (FCMM), le festival présente au public une série d'hommages[source secondaire souhaitée], programmés en collaboration avec la Cinémathèque québécoise.
- 2003 : pour sa 32e édition, une centaine d'artistes accompagnent une sélection de 400 œuvres en provenance d'une cinquantaine de pays dont plus d'une centaine d'œuvres canadiennes[source secondaire souhaitée]. C'est l'année de la rétrospective Werner Herzog[source secondaire souhaitée] en collaboration avec le Goethe-Institut.
- 2004 : Daniel Langlois quitte la direction pour fonder le Festival international de films de Montréal. Le Festival est rebaptisé le Festival du nouveau cinéma (FNC).
- 2006 : une nouvelle section de films, Compétition nationale, est installée[source secondaire souhaitée].
- 2007 : une nouvelle équipe entre en fonction[source secondaire souhaitée] sous la direction de Nicolas Girard Deltruc.
- 2008 : le Festival du nouveau cinéma s’organise autour d’un nouveau lieu, l’Agora Hydro-Québec du Cœur des Sciences de l’UQAM.
- 2009 : le groupe Quebecor devient partenaire présentateur de l'évènement[source secondaire souhaitée]. La section du « FNC Lab » fait son apparition, proposant pour la toute première fois un atelier de scénarisation interactive[source secondaire souhaitée].
- 2012 : William Klein est présent dans le cadre d'une rétrospective[source secondaire souhaitée]. Life of Pi de Ang Lee est présenté en avant-première 3D[source secondaire souhaitée]. Une première rétrospective, conjointe avec le Festival Fantasia, célèbre les 100 ans de la société de production japonaise Nikkatsu[source secondaire souhaitée]. Le FNC devient un festival de qualification pour les Oscars[source secondaire souhaitée].
- 2013 : le Festival du nouveau cinéma propose des projections extérieures gratuites au cœur du Quartier des Spectacles. Se mettent également en place les projections commentées en direct par des réalisateurs.
- 2014 : le FNC occupe la Place des festivals avec un dôme.  Le chef de file de la mouvance cyberpunk au Japon, Shinya Tsukamoto, reçoit une louve d'honneur des mains d'André Turpin[source secondaire souhaitée].
- 2016 : la section FNC Explore s'installe au Complexe Desjardins pour offrir gratuitement au public des œuvres de réalité virtuelle[source secondaire souhaitée].
- 2017 : le Festival s'ouvre avec le film Blade Runner 2049 en première mondiale[source secondaire souhaitée], en présence du réalisateur Denis Villeneuve.
- 2018 : Paul Schrader offre une classe de maître et reçoit la Louve d'honneur[source secondaire souhaitée].
- 2019 : la FIPRESCI offre pour une première fois un prix de la critique à un premier film. (Prix FIPRESCI)
- 2021 : 50e anniversaire avec une formule hybride en ligne et en salle.
- 2022 : retour de la programmation 100 % en salle, des événements et soirées de la louve. Première édition en présentiel du Nouveau Marché dédié à la coproduction internationale[source secondaire souhaitée].
- 2023 : remise de deux louves d’honneur (Catherine Breillat et Bertrand Bonello)[source secondaire souhaitée].

## Sections de la programmation
- Compétition internationale
- Compétition nationale (auparavant Focus Québec/Canada), section créée en 2006
- 'emps Ø, section créée en 2004
- Incontournables
- Les Nouveaux alchimistes, section née en 2016 de la division de l'ancienne section FNC Lab
- Panorama
- Histoire(s) du cinéma, section dédiée aux hommages et rétrospectives
- Présentations spéciales
- FNC Explore, section née en 2016 de la division de l'ancienne section FNC Lab et offrant un accès gratuit à plusieurs œuvres immersives, interactives et de réalité virtuelle
- FNC Forum (auparavant FNC Pro et Open Source), volet professionnel du Festival
- Les Rencontres pancanadiennes du cinéma étudiant ou RPCÉ, section créée en 2015
- P'tits loups, section créée en 2008 proposant une programmation pour les enfants de la relève

## Prix décernés
- Louve d'or
- Daniel Langlois Innovation Award
- Prix d’interprétation
- Prix FIPRESCI
- Grand prix Focus
- Loup argenté du court métrage
- Grand prix Focus - court métrage
- Prix du public Temps Ø
- Prix des Nouveaux alchimistes
- Prix de l'expérimentation
- Prix Dada
- Prix des P'tits loups